# 黎尹融
黎尹融（?—?），字祝衡。贵州省遵义县新舟禹门人。清朝光绪年间进士、官员。

## 生平
黎尹融是光绪九年（1883年）癸未科进士；同年五月，著交吏部掣签分发各省，以知县即用。分发吉林补农安县知县，他也是农安县第一任知县，后升直隶州知州。他曾任吉林五常厅同知。

## 家庭
- 父：黎庶燾（黎庶昌的大哥）
- 长子：黎渊
- 次子：黎迈[5]